# Muarem Muarem
Muarem Muarem (mazedonisch Муарем Муарем, * 22. Oktober 1988 in Skopje) ist ein ehemaliger nordmazedonischer Fußballspieler türkischer Abstammung.

## Karriere

### Verein
Muarem begann mit dem Vereinsfußball 2004 in der Nachwuchsabteilung von FK Rabotnički und startete 2008 hier seine Profikarriere. Nach einer Saison im Profikader wurde er für die Saison 2009/10 an FK Teteks Tetovo ausgeliehen.
Im Sommer 2010 wechselte er in die Türkei zum türkischen Zweitligisten Orduspor. Bei diesem Verein etablierte er sich schnell zum Stammspieler und hatte mit fünf Toren 25 Ligaspielen Anteil daran, dass sein Verein die Saison als Play-off-Sieger beendete und in die Süper Lig aufstieg. Nach dem Aufstieg hinderte die damalige Ausländerregelung Muarem daran, weiter eingesetzt zu werden. Sein Verein verpflichtete nach dem Aufstieg eine Reihe von anderen Spielern, die dann vom Trainerstab vorrangig eingesetzt wurden. Zwar versuchte der Klubpräsident Nedim Türkmen Muarem die türkische Staatsangehörigkeit zu vermitteln, jedoch blieben diese Bemühungen erfolglos.
Im Sommer 2011 kehrte Muarem zu FK Rabotnički zurück und spielte hier eine Spielzeit lang.
Zur Saison 2012/13 wechselte er zum aserbaidschanischen Fußballverein Qarabağ Ağdam.
In der Sommertransferperiode 2015 heuerte Muarem beim türkischen Erstligisten Eskişehirspor an. Nach einem halben Jahre kehrte er wieder zu Qarabağ Ağdam zurück.

### Nationalmannschaft
Muarem spielt ab September 2011 für die mazedonische Nationalmannschaft. Seine Nationalmannschaftskarriere startete er 2004 mit einem Einsatz für die mazedonische U-19-Nationalmannschaft.